# واربرگ
واربرگ (به آلمانی: Warberg) یک شهر در آلمان است که در هلمشتدت واقع شده‌است. واربرگ ۹۴۳ نفر جمعیت دارد.